# 愛麗絲·鮑爾
愛麗絲·鮑爾（英語：Alice Augusta Ball，1892年7月24日—1916年12月31日），全名愛麗絲·奧古斯塔·鮑爾，是非裔美國化學家，提煉出可以注射的油類萃取物，是1940年代之前最有效的痲瘋用藥，她也是夏威夷大學第一位女性碩士畢業生及第一位非裔美國人碩士畢業生。

## 幼年及教育
愛麗絲·鮑爾在1892年7月24日在西雅圖出生，父母是詹姆士·普雷斯利·鮑爾（James Presley Ball）及蘿拉·路易絲·鮑爾（Laura Louise Ball）。愛麗絲的父親是報紙編輯、攝影師及律師，因此她的家庭環境要比中產階級好一些。愛麗絲·鮑爾的祖父，老詹姆士·普雷斯利·鮑爾也是著名的攝影師，也是首位學習銀版攝影法的非裔美國人。老詹姆士·普雷斯利·鮑爾在1903年帶著全家遷往夏威夷，但一年後病逝，因此全家又回到西雅圖。
回到西雅圖後，愛麗絲·鮑爾就讀西雅圖中學，在科學科目上得到高分。愛麗絲在1910年自西雅圖中學畢業，在華盛頓大學主修化學，四年後得到了藥物化學及藥學的學士學位，愛麗絲也和藥學教授在久負盛名的《美國化學會志》發表十頁的論文，題目為「乙醚溶液中的苯甲醯化」（Benzoylations in Ether Solution）。柏克萊加州大學和夏威夷大學都有提供愛麗絲碩士的獎學金，愛麗絲選擇到夏威夷大學攻讀化學碩士，在1915年時成為夏威夷大學的第一位女性碩士及第一位非裔美籍碩士。

## 研究
愛麗絲的碩士學位論文是研究卡瓦胡椒的化學組成及活性成份。在撰寫學位論文時，夏威夷Kalihi醫院的助理外科醫生Harry T. Hollmann希望愛麗絲可以找到一種萃取大風子油中活性成份的方式。大風子油以往就用來治療痲瘋，但因為其苦味，而且服用後會胃痛，許多病人都對是否要服用大風子油相當猶豫，愛麗絲找到方法萃取大風子油中的乙基酯，因此可以注射到人體內，但愛麗絲在其研究結果可以發表前就過世了。夏威夷大學的另一位化學家亞瑟·L·迪恩繼續愛麗絲的研究，製造了大量可注射的大風子油萃取物。1918年時一位夏威夷的醫生在《美国医学会杂志》發表，在注射大風子油萃取物後，已有78位病人在檢查後身體康復，離開Kalihi醫院。在1940年代發現砜類藥物之前，乙基酯類萃取物一直用來治療痲瘋。

## 逝世及其影響
愛麗絲·鮑爾在1916年12月31過世，當時只有24歲，她在研究時生病，回到西雅圖治療，幾個月後就過世了。一篇1917年的《太平洋商業報》的文章認為鮑爾是因為教學中氯中毒而死亡。不過愛麗絲的死亡證明被塗改，死因改為結核。
雖然研究生涯很短，但愛麗絲·鮑爾發現一種新的痲瘋治療法，一直使用到1940年代為止。但夏威夷大學長期不認可她的研究，將近有九十年之久。在2000年時夏威夷大學終於紀念愛麗絲·鮑爾，方式是在用在巴克曼丘後的唯一一棵大風子樹上加上紀念愛麗絲·鮑爾的牌匾，就在同一天，夏威夷州副州長廣野慶子宣佈2月29日為「愛麗絲·鮑爾日」，每四年慶祝一次。